# Pierre Rosanvallon

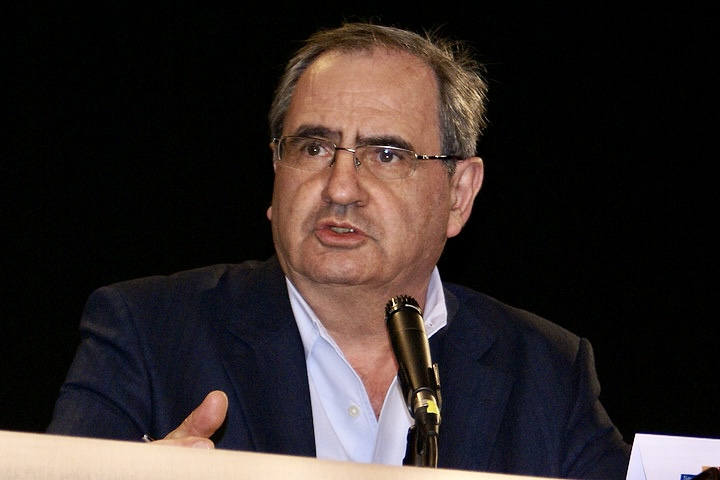
Pierre Rosanvallon

Pierre Rosanvallon (ur. 1 stycznia 1948  w Blois) – francuski historyk. 
Uczeń Raymonda Arona. Jest profesorem w Collège de France. Zajmuje się historią demokracji i francuską historią polityczną. Jest związany z Francuską Partią Socjalistyczną. 

## Wybrane publikacje
- L'Âge de l'autogestion, Le Seuil, coll. Points politique, 1976, 246 p.
- Pour une nouvelle culture politique (avec Patrick Viveret), Le Seuil, coll. Intervention, 1977.
- Le Capitalisme utopique. Histoire de l'idée de marché, Le Seuil, coll. Sociologie politique, 1979; coll. Points Politique, n° 134, 1989 (sous le titre Le Libéralisme économique); nouvelle édition sous le titre initial, Points Essais, n° 385, 1999.
- La Crise de l'État-providence, Le Seuil, 1981 ; Coll. Points Politique, 1984 ; Points Essais, n° 243, 1992.
- Misère de l’économie, Le Seuil, 1983.
- Le Moment Guizot, Gallimard, Bibliothèque des sciences humaines, 1985.
- La Question syndicale. Histoire et avenir d'une forme sociale, Calmann-Lévy, coll. Liberté de l'esprit, 1988 ;  Nouvelle édition, coll. Pluriel, 1990 et 1998.
- La République du centre. La fin de l’exception française, avec François Furet et Jacques Julliard, Calmann-Lévy, coll. « Liberté de l’esprit », 1988, 1994, 182 pp., ISBN 2-7021-1752-X ; nouvelle édition, Hachette, « Pluriel », 1989, 224 pp., ISBN 978-2-01-015380-8.
- L'État en France de 1789 à nos jours, Le Seuil, L'Univers historique, 1990 ; coll. Points Histoire, 1993 et 1998.
- Le Sacre du citoyen. Histoire du suffrage universel en France, Gallimard, Bibliothèque des histoires, 1992 ; Folio-Histoire, 2001.
- La Monarchie impossible. Histoire des Chartes de 1814 et 1830, Fayard, Histoire des constitutions de la France, 1994.
- Le Nouvel Âge des inégalités (avec Jean-Paul Fitoussi), Le Seuil, 1996 ; Points Essais, n° 376, 1998.
- La nouvelle question sociale. Repenser l'État-providence, Le Seuil, 1995. Coll. Points essais, 1998 (2 éditions), ISBN 2-02-022030-X
- Le Peuple introuvable. Histoire de la représentation démocratique en France, Gallimard, Bibliothèque des histoires, 1998; Folio-Histoire, 2002.
- La Démocratie inachevée. Histoire de la souveraineté du peuple en France, Gallimard, Bibliothèque des histoires, 2000, Folio Histoire 2003
  - Extraits téléchargables. cgm.org. [zarchiwizowane z tego adresu (2011-10-01)].
- Pour une histoire conceptuelle du politique, Le Seuil, 2003
- Le Modèle politique français. La société civile contre le jacobinisme de 1789 à nos jours, Le Seuil, 2004; Points-Histoire, n° 354, 2006.
- La contre-démocratie. La politique à l'âge de la défiance, Seuil, 2006 ; Points-Essais, n° 598, 2008. ISBN 978-2-02-088443-3"
  - Transcription d'une interview de Pierre Rosanvallon sur France culture à propos de ce livre
- La Légitimité démocratique. Impartialité, réflexivité, proximité, Le Seuil, 2008; Points Essais ISBN 978-2-7578-1788-9
- La Société des égaux, Le Seuil, 2011.
- Le parlement des invisibles ( Manifeste pour "raconter la vie"), Paris: Seuil 2014, ISBN 2-37021-016-8

## Publikacje w języku polskim
- (współautor: Jean-Paul Fitoussi), Czas nowych nierówności, przeł. Stefan Amsterdamski, Kraków: "Znak" - Warszawa: Fundacja im. Stefana Batorego 2000.
- Nieufność i demokracja, "Dialogi Polityczne: polityka, filozofia, społeczeństwo, prawo" (2008), nr 10, s. 269-281.